# Andraž Vehovar
Andraž Vehovar (Liubliana, 1 de marzo de 1972) es un deportista esloveno que compitió en piragüismo en la modalidad de eslalon.
Participó en los Juegos Olímpicos de Atlanta 1996, obteniendo una medalla de plata en la prueba de K1 individual. Ganó dos medallas de plata en el Campeonato Mundial de Piragüismo en Eslalon, en los años 1995 y 1999, y dos medallas en el Campeonato Europeo de Piragüismo en Eslalon, plata en 1996 y bronce en 1998.

## Palmarés internacional
| Juegos Olímpicos   | Juegos Olímpicos                     | Juegos Olímpicos  | Juegos Olímpicos |
| Año                | Lugar                                | Medalla           | Competición      |
| ------------------ | ------------------------------------ | ----------------- | ---------------- |
| 1996               | Atlanta (Estados Unidos)             | Medalla de plata  | K1 individual    |
| Campeonato Mundial |                                      |                   |                  |
| Año                | Lugar                                | Medalla           | Competición      |
| 1995               | Nottingham (Reino Unido)             | Medalla de plata  | K1 por equipos   |
| 1999               | Seo de Urgel (España)                | Medalla de plata  | K1 por equipos   |
| Campeonato Europeo |                                      |                   |                  |
| Año                | Lugar                                | Medalla           | Competición      |
| 1996               | Augsburgo (Alemania)                 | Medalla de plata  | K1 por equipos   |
| 1998               | Roudnice nad Labem (República Checa) | Medalla de bronce | K1 por equipos   |